# Taeniotes insularis gahani
Taeniotes insularis gahani es una subespecie de escarabajo longicornio del género Taeniotes, tribu Monochamini, subfamilia  Lamiinae. Fue descrita científicamente por Breuning en 1943.

## Descripción
Mide 17-34 milímetros de longitud.

## Distribución
Se distribuye por Dominica.